# IC 5155
IC 5155 је двојна звијезда у сазвјежђу Водолија која се налази на листи објеката дубоког неба у Индекс каталогу.
Деклинација објекта је + 0° 29' 18" а ректасцензија 22h 2m 6,2s.